# Changzheng, Hainan
Changzheng är en köpinghuvudort i Kina. Den ligger i provinsen Hainan, i den södra delen av landet, omkring 130 kilometer söder om provinshuvudstaden Haikou. Antalet invånare är 6 966. Befolkningen består av 3 090 kvinnor och 3 876 män. Barn under 15 år utgör 22,0 %, vuxna 15-64 år 70 %, och äldre över 65 år 7,0 %.
Runt Changzheng är det ganska tätbefolkat, med 60 invånare per kvadratkilometer. Närmaste större samhälle är Heping, 16,7 km öster om Changzheng. I omgivningarna runt Changzheng växer i huvudsak städsegrön lövskog.
Genomsnittlig årsnederbörd är 2 305 millimeter. Den regnigaste månaden är juli, med i genomsnitt 380 mm nederbörd, och den torraste är januari, med 15 mm nederbörd.